# Louis Leipoldt
Christiaan Frederik Louis Leipoldt (28 décembre 1880 - 12 avril 1947) était un journaliste, un médecin, un pédiatre, un écrivain et un poète d'Afrique du Sud, issu de la communauté afrikaner. Il fut l'un des plus importants écrivains de langue afrikaans de sa génération au côté de Jan Celliers et J.D. du Toit (alias Totius).
Louis Leipoldt (prononcez Loo-ee LAY-polt) est l'auteur d'ouvrages traitant autant de poésies, de voyages, de cuisine, de contes pour enfants, de romans ou d'essais. 

## Biographie
Louis Leipoldt est né à Worcester dans la colonie du Cap. 
Journaliste durant la seconde guerre des Boers, il voyage ensuite en Europe, aux États-Unis et en Inde durant les années 1902-1907. Il suit des cours de médecine qui lui permettent d'abord d'être médecin à Londres puis inspecteur de santé des écoles du Transvaal et de la province du Cap.
En 1923, il retourne brièvement à sa carrière de journaliste avant de s'établir comme pédiatre au Cap en 1925.
C'est au Cap qu'il décède et à Clanwilliam qu'il est enterré.
Le centre-médical C. Louis Leipoldt au Cap a été baptisé en son honneur. 

## Ouvrages
Les thèmes des poèmes de Leipoldt concernent la beauté des paysages sud-africains qu'il célèbre avec lyrisme mais aussi les souffrances endurées durant la seconde guerre des Boers et la culture des métis du Cap. Ainsi, considérant la guerre des Boers comme un conflit entre le bien et le mal, il exalte l'héroïsme des Afrikaners dans ses écrits. 
- Slampamperliedjies (1936), Le Cap, Nasionale Pers,
- Oom Gert vertel en ander gedigte,
- Uit drie wêrelddele,
- Skoonheidstroos,
- Die Heks and Die laaste aand…